# Auf eigene Faust (Fernsehserie)
Auf eigene Faust ist eine kanadisch-französische Krimi-Fernsehserie und umfasst drei Staffeln mit 66 Folgen in einer Länge von jeweils 50 Minuten. Sie lief erstmals am 1. Juli 1990 in den Vereinigten Staaten beim Kabelsender USA Network, bevor sie ab November 1991 auch auf CTV in Kanada und auf TF1 in Frankreich zu sehen war. Sie spielt in Toronto und Paris und wurde komplett in englischer Sprache gedreht; für die französische Ausstrahlung wurde sie synchronisiert. Die Regie der französischen Synchronisation übernahm Jean-Pierre Dorat von Alphabet Production.
In Deutschland fand die Erstausstrahlung am 6. Januar 1992 auf Tele 5 statt. Später wurde sie 1997 auch auf RTL II und 1998 auf Tm3 wiederholt.

## Handlung
Nachdem seine Ehefrau von Terroristen entführt worden war, stellte der internationale Tycoon Alexander Addington ein geheimes Team von Troubleshootern zusammen, das ihm dabei helfen soll, den Terrorismus weltweit zu bekämpfen. Er heuert Peter Sinclair vom Scotland Yard als Teamleiter an. Sie spüren die französische Trick-, Kunst- und Juwelendiebin Nicole Beaumont auf und erpressen sie dazu, sich dem Team anzuschließen, weil sie über wertvolle Verbindungen zu Kriminellen verfügt. Das dritte Teammitglied ist Luke Brenner, ein US-amerikanischer Söldner, den sie aus einem mexikanischen Gefängnis retten. Die anderen wiederkehrenden Figuren der Fernsehserie sind Bennet, Alexander Addingtons Diener, und J.J., Alexanders Addingtons Pilot.
In der zweiten Staffel treffen Peter Sinclair und Alexander Addington auf die französische Reporterin Gabrielle Germont, die sie für das Team rekrutieren, um sie daran zu hindern, einen Bericht über sie zu veröffentlichen. In der dritten Folge der Staffel retten Peter Sinclair und Gabrielle Germont Hector Stone, einen US-amerikanischen CIA-Agenten und früheren Navy SEAL, dessen Tarnung aufgeflogen war und bieten ihm an, sich dem Team anzuschließen.
Die Figur von Alexanders Addingtons Tochter Suzanne, die die Computersysteme des Teams entworfen hatte, wurde zu Beginn der zweiten Staffel aus der Serie herausgeschrieben. Suzanne Addington tritt erst in einer Folge der dritten Staffel wieder auf, in der sie von einer anderen Schauspielerin verkörpert wird. An ihrer Stelle erhält Alexander Addington eine Sekretärin und Vertraute namens Hélène Previn.

## Auszeichnungen und Nominierungen
Auszeichnungen
- 1994 Gemini Award für die beste Leistung eines Schauspielers in einer fortlaufenden Hauptrolle (Best Performance by an Actor in a Continuing Leading Dramatic Role) für James Purcell[4]

Nominierungen
- 1994 Gemini Award für die beste Leistung einer Schauspielerin in einer fortlaufenden Hauptrolle (Best Performance by an Actress in a Continuing Leading Dramatic Role) für Sophie Michaud[5]
- 1992 Gemini Award für die beste Leistung eines Schauspielers in einer fortlaufenden Hauptrolle  (Best Performance by an Actor in a Continuing Leading Dramatic Role) für Simon MacCorkindale
- 1992 Gemini Award für die beste Leistung eines Schauspielers in einer fortlaufenden Hauptrolle (Best Performance by an Actor in a Continuing Leading Dramatic Role) für Christopher Plummer